# Orquesta Filarmónica de Armenia
La Orquesta Filarmónica de Armenia es la orquesta nacional de Armenia. Toca en la Sala Jachaturián de  Ereván.

## Directores
- Eduard Topchjan (2000–)
- Loris Tjeknavorian (1999–2000)
- Michael Avetissian (1998–1999)
- Loris Tjeknavorian (1989–1998)
- Vahagn Papian (1987–1989)
- Martin Nersissian (1986–1987)
- Rafael Mangassarian (1985–1986)
- Valery Gergiev (1981–1985)
- David Khanjian (1974–1981)
- Aram Katanian (1970–1973)
- Ruben Vardanian (1967–1970)
- Michael Maluntsian (1966–1967)
- Ohan Durian (1960–1965)
- Michael Maluntsian (1945–1960)
- Constantine Saradjian (1941–1945)
- Gevork Budaghian (1932–1933)
- Souren Charekian (1928–1932)
- Alexander Spendiarian (1926–1928)
- Arshak Adamian (1924–1926)